# Krisiun
Krisiun — бразильская дэт-метал группа, основанная братьями Алексом Камарго (бас-гитара, вокал), Мойзесом Колесне (гитара) и Максом Колесне (ударные). Группа была названа в честь лунного моря Море Кризисов (лат. Mare Crisium). С момента своего образования в 1990 году группа записала два демо, Evil Age в 1991 году и Curse of the Evil One в 1992 году, а в 1993 году самостоятельно выпустила мини-альбом под названием Unmerciful Order. После подписания контракта с бразильским лейблом Dynamo Records, Krisiun выпустили дебютный полноформатный альбом Black Force Domain в 1995 году, за которым последовал Apocalyptic Revelation в 1998 году. В 1999 году они подписали контракт с крупным лейблом Century Media Records.

## История
Группа Krisiun была создана в 1990 году тремя братьями: вокалистом/басистом Алексом Камарго, гитаристом Мойсесом Колесне и барабанщиком Максом Колесне (Алекс использует девичью фамилию своей матери). На группу сильно повлияли дебютные альбомы Sodom, Kreator, Morbid Angel и Slayer. Они выпустили два демо, прежде чем переехать в Сан-Паулу в 1995 году. Вскоре после переезда их второй гитарист Альтемир Соуза покинул группу и вернулся в Порту-Алегри (где он погиб в автокатастрофе в 2002 году).
Мини-альбом Unmerciful Order (их единственная студийная запись с участием второго гитариста, а именно Маурисио Ногейры из Torture Squad) привлёк внимание бразильского лейбла Dynamo. Группа быстро заключила контракт с ним и в 1995 году (в формате трио) был выпущен их дебютный альбом Black Force Domain. Распространением пластинки по миру занимался лейбл GUN Records, на котором был выпущен второй альбом Apocalyptic Revelation (1998). После его выпуска группа подписала контракт с крупным лейблом Century Media Records, на котором впоследствии были выпущены все альбомы коллектива.
В феврале-марте 2007 года группа гастролировала по Северной Америке с Unleashed, Belphegor и Hatesphere. Группа провела май и июнь 2007 года в турне по Европе вместе с Immolation и Grave. В начале сентября 2007 года они снова отправились в турне по Северной Европе. А последние две недели сентября прошли в России в рамках тура Flaming Arts Festival. В октябре 2007 года Krisiun много гастролировали по Польше и Балканам с Vader, Incantation и Rotting Christ.
В апреле-мае 2008 года группа записала свой восьмой альбом в студии Stage One в городе Боргентрайх, Германия. Его продюсировал Энди Классен, который работал с бразильцами над альбомами Conquerors of Armageddon и AssassiNation. Новый альбом получил название Southern Storm, а релиз в Европе состоялся 21 июля 2008 года на лейбле Century Media Records. На диск вошли 12 новых треков и кавер на «Refuse/Resist», песни Sepultura с альбома Chaos AD.
В 2009 году они гастролировали по Европе с Nile, а в 2010 году по США с Nile и Immolation. В сентябре-октябре 2015 года они участвовали в туре The Devastation on the Nation по Северной Америке. Они были сохедлайнерами тура Origin с поддержкой Aeon, Alterbeast, Soreption и Ingested.

## Состав
Текущий состав
- Алекс Камарго — вокал, бас-гитара (1990—настоящее время)
- Мойзес Колесне — гитара (1990—настоящее время)
- Макс Колесне — ударные (1990—настоящее время)

Бывшие участники
- Альтемир Соуза — гитара (1990—1993, умер в 2002 году)
- Маурисиу Ногейра — гитара (1994)

## Дискография
Студийные альбомы
- 1995: Black Force Domain
- 1998: Apocalyptic Revelation
- 2000: Conquerors of Armageddon
- 2001: Ageless Venomous
- 2003: Works of Carnage
- 2004: Bloodshed
- 2006: AssassiNation
- 2008: Southern Storm
- 2011: The Great Execution
- 2015: Forged in Fury
- 2018: Scourge of the Enthroned
- 2022: Mortem Solis

Мини-альбомы
- 1992: Curse of the Evil One
- 1993: Rises from Black
- 1994: Unmerciful Order

Концертные альбомы
- 2006: Live Armageddon

Сборники
- 2012: Arise From Blackness

Демо
- 1991: Evil Age
- 1992: The Plague